# Rumänische Fußballmeisterschaft 1930/31
Die Finalspiele um die Rumänische Fußballmeisterschaft 1930/31 wurden zwischen dem 7. Juni und dem 28. Juni 1931 ausgetragen. Die Teilnehmer wurden in regionalen Ligen ermittelt. Die Anzahl der Regionalbereiche war auf fünf reduziert worden. Die Finalspiele fanden im K.-o.-System statt, wobei jeweils nur ein Spiel ausgetragen wurde. Im Falle eines Unentschiedens kam es zu einem Wiederholungsspiel. Meister wurde UDR Reșița. Der Titelverteidiger Juventus Bukarest konnte sich nicht für die Endrunde qualifizieren.

## Teilnehmer
| Region | Sieger                    |
| ------ | ------------------------- |
| Nord   | Crișana Oradea            |
| Ost    | Makkabi Czernowitz        |
| Süd    | Prahova Ploiești          |
| Mitte  | Hermannstädter Turnverein |
| West   | UDR Reșița                |

## Ergebnisse

### Vorrunde
|                | Ergebnis  |                           |
| -------------- | --------- | ------------------------- |
| Crișana Oradea | 4:6 (1:3) | Hermannstädter Turnverein |

### Halbfinale
|                           | Ergebnis  |                    |
| ------------------------- | --------- | ------------------ |
| Prahova Ploiești          | 2:3 (1:1) | UDR Reșița         |
| Hermannstädter Turnverein | 4:2 (3:0) | Makkabi Czernowitz |

### Finale
|            | Ergebnis  |                           |
| ---------- | --------- | ------------------------- |
| UDR Reșița | 2:0 (1:0) | Hermannstädter Turnverein |